# 朗布拉
朗布拉（法語：Lembras，法語發音：[lɛ̃bʁa]）是法国多尔多涅省的一个市镇，位于该省西南部，属于贝尔热拉克区。

## 地理
朗布拉（44°53'4"N, 0°31'25"E）面积10.59 平方千米，位于法国新阿基坦大区多爾多涅省，该省份为法国西南部内陆省份，是法國本土面积第三大的省，大致对应佩里戈尔地区，北起顺时针与夏朗德省、上维埃纳省、科雷兹省、洛特省、洛特-加龙省、吉倫特省和滨海夏朗德省接壤。
与朗布拉接壤的市镇（或旧市镇、城区）包括：凯萨克、贝尔热拉克、克雷斯、拉蒙济-蒙塔斯特吕克、圣索沃尔、埃罗-克朗普斯-莫朗斯。

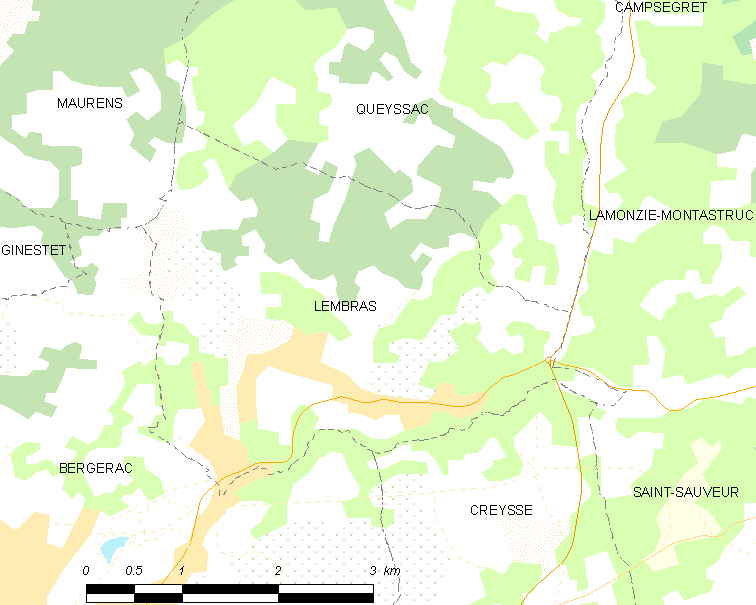
朗布拉的OSM定位图

朗布拉的时区为UTC+01:00、UTC+02:00（夏令时）。

## 行政
朗布拉的邮政编码为24100，INSEE市镇编码为24237。

## 政治
朗布拉所属的省级选区为贝尔热拉克第二县。

## 人口

1962-2008年间朗布拉人口变化图示

朗布拉于2022年1月1日时的人口数量为1255人。